# Амазоны
Амазоны (лат. Amazona) — род птиц из семейства попугаевых.

## Внешний вид
Это довольно крупные попугаи плотного телосложения. Длина птиц от 25 см до 45 см. Окраска оперения в основном зелёная, у одних видов имеются красные пятна на голове и хвосте, у других есть красное «зеркальце» на крыле. Характерной особенностью этих попугаев является сильный клюв умеренной длины и округлой формы и надклювье, образующее к основанию острое ребро. Крылья средней длины, до конца хвоста не доходят.

## Распространение
Обитают в Центральной и Южной Америке и на Антильских островах.

## Образ жизни
Населяют леса бассейна Амазонки.

## Угрозы и охрана
Издавна служат объектом охоты для лесных индейских племен и употребляются ими в пищу. Некоторые подвиды занесены в Международную Красную книгу.

## Содержание
В неволе, как все крупные попугаи, довольно требовательны. Живут около 70 лет. Некоторые виды поддаются дрессировке и могут обучиться произносить несколько десятков слов.

## Классификация
Род включает в себя 31 вид.
- Праздничный амазон (Amazona festiva)
- Винногрудый амазон (Amazona vinecea)
- Тукуманский амазон (Amazona tucumana)
- Роскошный амазон (Amazona pretrei)
- Ямайский черноклювый амазон (Amazona agilis)
- Белолобый амазон (Amazona albifrons)
- Ямайский желтоклювый амазон (Amazona collaria)
- Кубинский амазон (Amazona leucocephala)
- Черноухий амазон (Amazona ventralis)
- Пуэрто-риканский амазон (Amazona vittata)
- Синешапочный амазон (Amazona finschi)
- Краснолобый амазон (Amazona autumnalis)
- Amazona diadema
- Зеленощёкий амазон (Amazona viridigenalis)
- Желтоуздечный амазон (Amazona xantholora)
- Синещёкий амазон (Amazona dufresniana)
- Amazona rhodocorytha
- Краснозобый амазон (Amazona arausiaca)
- Синелицый амазон (Amazona versicolor)
- Желтоголовый амазон (Amazona oratrix)
- Желтошейный амазон (Amazona auropalliata)
- Суринамский амазон (Amazona ochracephala)
- Желтоплечий амазон (Amazona barbadensis)
- Синелобый амазон (Amazona aestiva)
- Солдатский амазон (Amazona mercenaria)
- Амазон Мюллера (Amazona farinosa)
- Amazona kawalli
- Императорский амазон (Amazona imperialis)
- Краснохвостый амазон (Amazona brasiliensis)
- Венесуэльский амазон (Amazona amazonica)
- Королевский амазон (Amazona guildingii)

Ещё два вида являются вымершими:
- † Мартиникский амазон (Amazona martinica)
- † Фиолетовый амазон (Amazona violacea)

В зависимости от классификации количество видов может варьировать, и род может включать от 26 до 32 видов, в том числе:
в настоящее время входит в род (Alipiopsitta)
- Желтобрюхий амазон (Amazona xanthops)